# Bandeira das Ilhas Malvinas
A Bandeira das ilhas Malvinas (em inglês:  Falkland Islands) é um dos símbolos oficiais das Ilhas Malvinas (Falklands), um território britânico ultramarino. Foi adotada em 29 de setembro de 1948.

## História

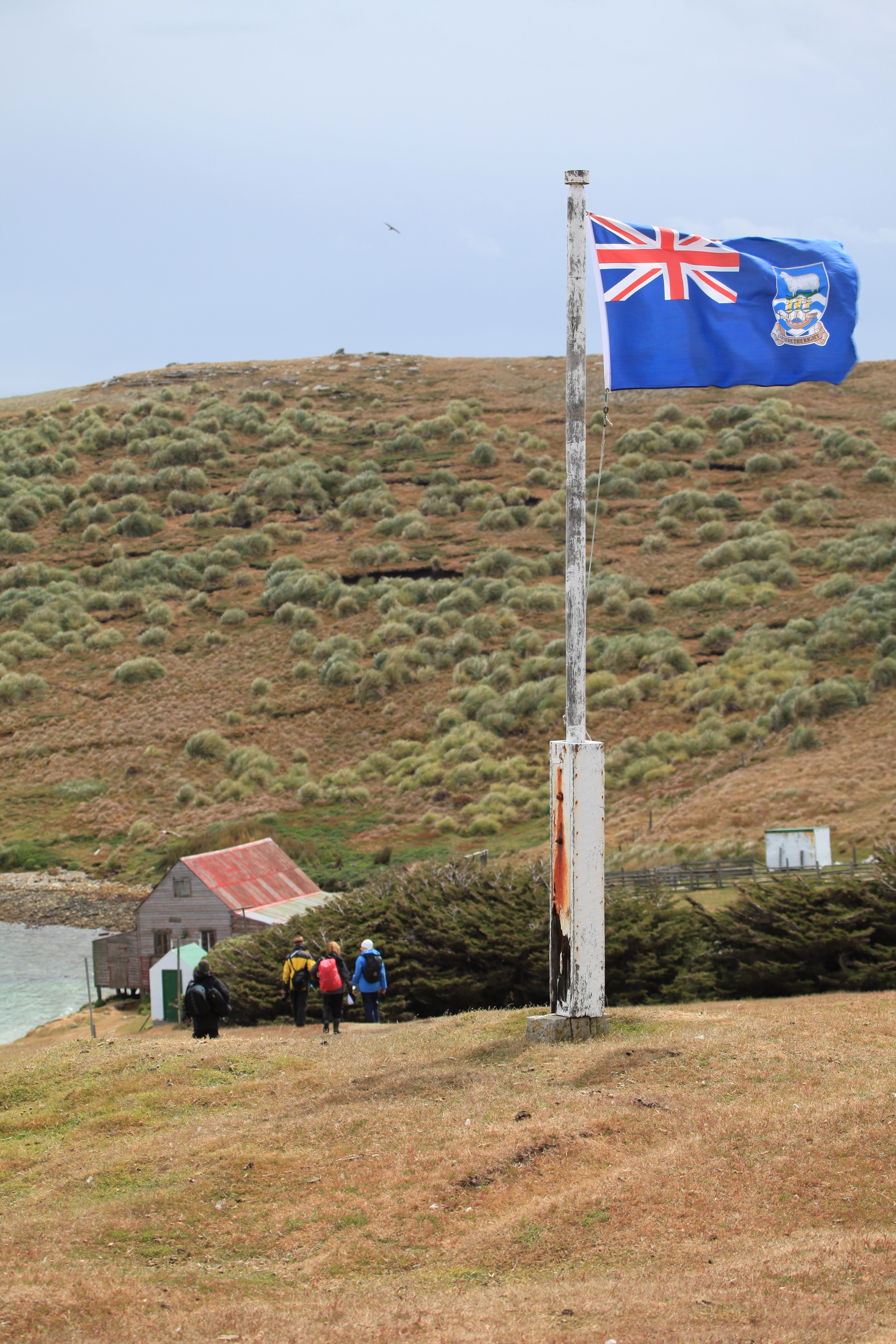
Bandeira hasteada em West Point (Malvina Ocidental)

As Ilhas Falkland foram reivindicadas e ocupadas por várias nações ao longo de sua história, que geralmente usavam suas bandeiras nacionais nas ilhas. Não foi até 1876 que as ilhas receberam uma bandeira própria, que consistia em pavilhão azul britãnico com o selo das ilhas - uma imagem do HMS Hebe (que trouxe muitos dos primeiros colonos britânicos para as ilhas, incluindo Richard Moody, na década de 1840), em Falkland Sound, e um boi (representando gado selvagem que já vagou pelas ilhas). Um novo brasão de armas para as ilhas foi introduzido em 16 de outubro de 1925, consistindo no Desejo (que foi capitaneado por John Davis, que supostamente descobriu as ilhas em 1592) e um leão-marinho em um escudo cercado pelo lema das ilhas, Desejo o Direito. Este brasão de armas mais tarde substituiu a imagem do boi e do navio na bandeira.
Em 29 de setembro de 1948, a bandeira foi atualizada para incluir o novo brasão sobreposto a um disco branco. A bandeira foi proibida pela junta militar argentina de 2 de abril a 14 de junho de 1982, durante a ocupação das ilhas, quando foi substituída pela bandeira da Argentina.
Em 1999, o tamanho aumentado e o disco branco foi removido para criar a bandeira atual. A Bandeira Vermelha das Ilhas Malvinas foi criada pela Ordem 1998 das Mercadorias (Cores das Ilhas Malvinas), nº 3147 de 1998, que entrou em vigor em 1999 e que contém uma foto da bandeira contendo os braços das Malvinas em um disco branco. A bandeira vermelha com o brasão de armas das Malvinas sobreposta é usada como bandeira civil das ilhas. Anteriormente, a bandeira vermelha lisa era usada por navios nas águas territoriais ao redor das Malvinas.

1876–1925
1925–1948
1948–1999 (banida de 2 de abril a 14 de junho de 1982 durante a ocupação militar argentina)

## Características

Brasão oficial das ilhas

Seu desenho consiste em um retângulo de proporção largura comprimento de 1:2. É um pavilhão azul britânico com o pavilhão britânico no cantão e carregada com o Brasão de armas das Ilhas Malvinas no batente (lado direito). Suas cores no sistema pantone são, além do branco, o azul 281C, e o vermelho, 186C.
| Cor | Sistema Pantone | CMYK        | RGB           | Hex     |
| --- | --------------- | ----------- | ------------- | ------- |
|     | Branco          | 0.0.0.0     | 255, 255, 255 | #FFFFFF |
|     | Azul 281C       | 100.78.0.57 | 0, 32, 91     | #00205B |
|     | Vermelho 186C   | 0.100.80.5  | 200, 16, 46   | #C8102E |

O escudo é do tipo clássico orlado uma estreita faixa branca com partição cortada, ou seja, dividido horizontalmente em duas partes. A parte superior é azul e a inferior possui três listras brancas intercaladas por duas listras azuis, todas as faixas onduladas. Na parte superior, há uma ovelha branca voltada para a esquerda sobre um pedestal que consiste em um tufo de grama; na parte inferior há o desenho estilizado de uma nau na cor amarelo-ouro, sendo que, na vela principal, há cinco estrelas de seis pontas. No topo de cada mastro há uma flâmula nacional inglesa. Abaixo do escudo há uma faixa na cor marrom com a inscrição "DESIRE THE RIGHT" com letras pretas em caixa alta e serifadas.

## Simbolismo
O pavilhão azul britânico representa a ligação entre o arquipélago e o Reino Unido. A ovelha é o a fonte da lã, que é o principal produto das falklands. A nau representa o navio Desire, comandada pelo capitão John Davis, que, em 1592, descobriu o arquipélago. As estrelas na vela principal representam a constelação do Cruzeiro do Sul. A criação de ovinos e a exportação de lã forneceram a base principal da economia das Ilhas, especialmente as raças Polwarth e Corriedale.

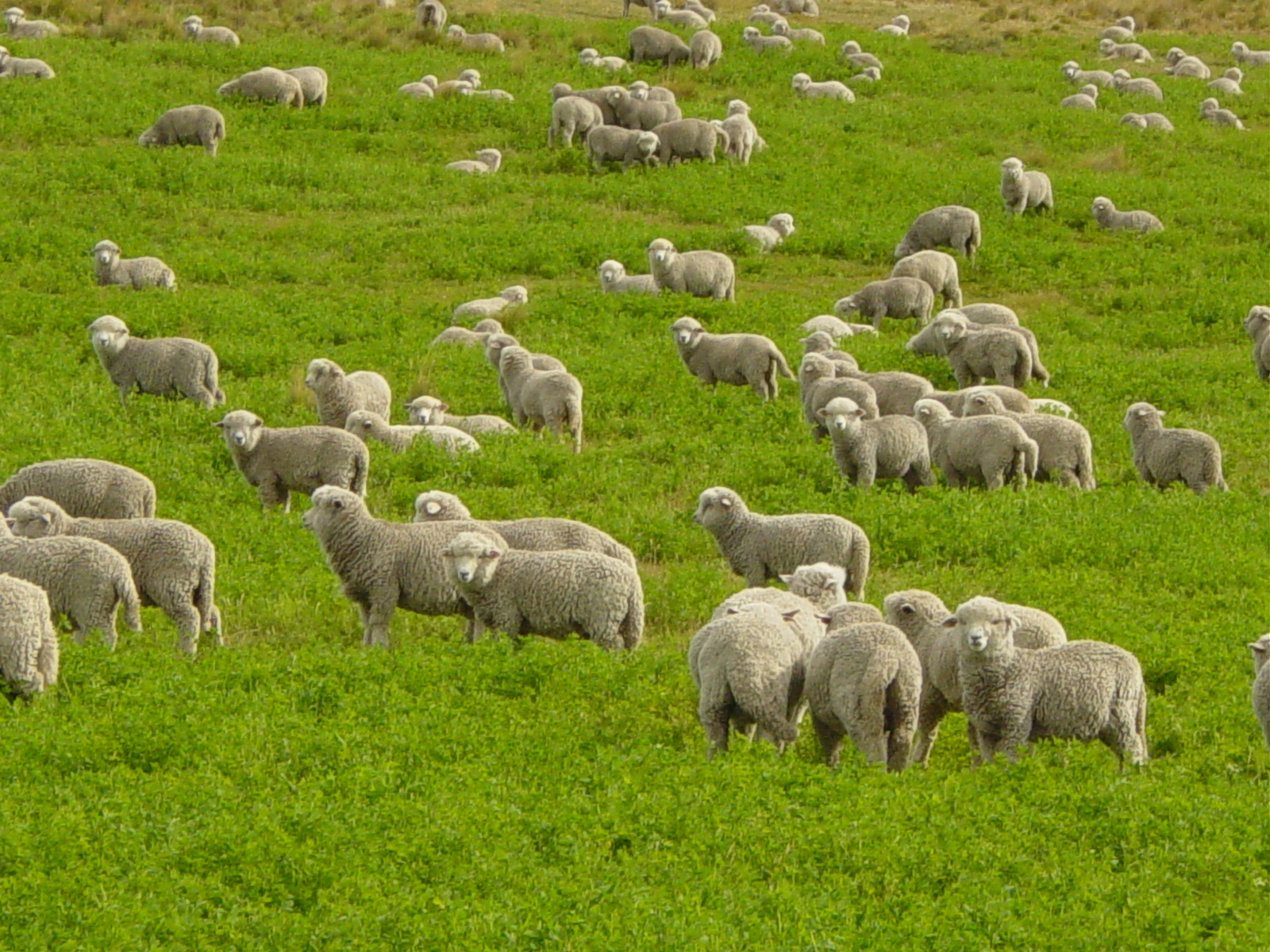
Ovinos da raça Corriedale,  uma das predominantes no arquipélago
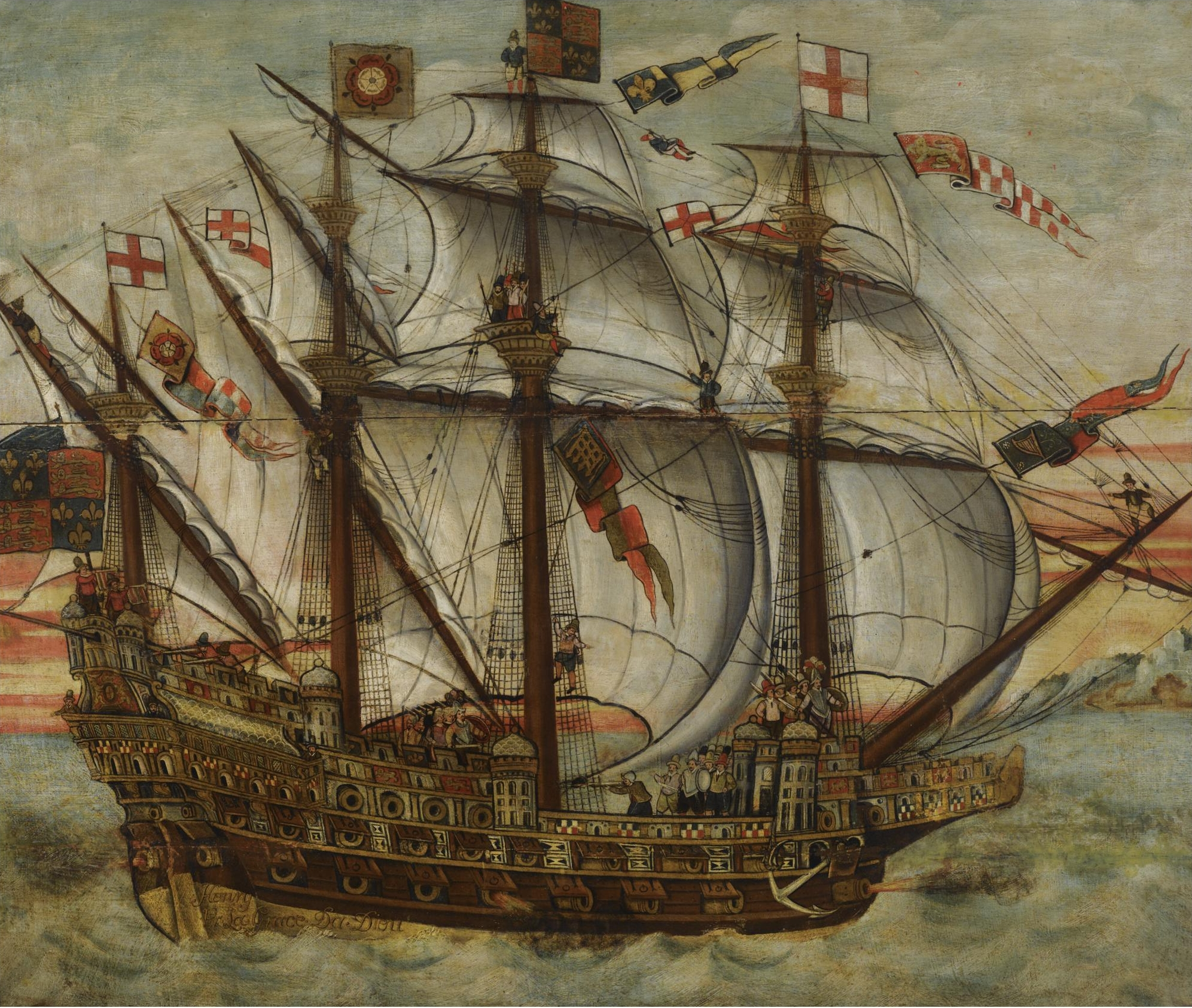
Nau inglesa do século XVI
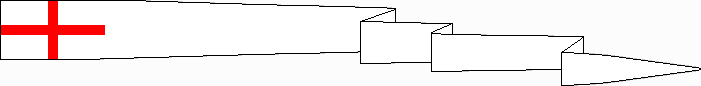
Três flâmulas inglesas são mostradas no escudo
A constelação do Cruzeiro do Sul é considerada um símbolo do arquipélago tanto pelos britânicos quanto pelos argentinos

## Bandeira do Governador

Bandeira do governador

O governador das Falklands tem uma bandeira separada, uma bandeira da União com o seu brasão de armas ao centro. Esse design é semelhante às bandeiras dos outros Governadores nos territórios ultramarinos britânicos. A bandeira governamental deve ser usada na Casa do Governo quando o governador estiver em residência ou dentro do território.

## Versão argentina

Bandeira segundo o governo argentino

Durante a guerra das Malvinas, quando a Argentina tomou as ilhas, a bandeira foi banida, e em seu lugar foi usada a bandeira da Argentina. A partir da criação da Província da Terra do Fogo, Antártida e Ilhas do Atlântico Sul em 1991 a bandeira das ilhas passou a ser, segundo o reclamo argentino, a bandeira provincial, apesar dela não ser usada nas ilhas.